# Sing It to You (Dee-Doob-Dee-Dooo)
Sing it to you (Dee-Doob-Dee-Dooo) è un brano Eurodance del 1994 di Lavinia Jones.
Presentato nel 1995 al Festivalbar la canzone raggiunse il 7º posto in Austria e il 45° in Inghilterra.
Il brano è stato riproposto nel 1998 in una versione remix dal titolo sing it to you - Part II.
Nel 1995 la canzone venne inoltre ripresa dal gruppo Eurodance Candice Star.